# Moi International Airport
Moi International Airport (IATA: MBA, ICAO: HKMO), ook wel Luchthaven Mombassa, is een luchthaven in Mombassa, Kenia. Het is de op een na belangrijkste luchthaven van het land, na Jomo Kenyatta International Airport in Nairobi. Het ligt in het gehucht Port Reitz.
De vrachtafdeling van Martinair vliegt ook op de luchthaven.

## Geschiedenis
De luchthaven werd eerst Luchthaven Port Reitz genoemd. Het werd daar gebouwd in de Tweede Wereldoorlog door de ingenieurs van de South African Army. Tijdens de oorlog werd het gebruikt door de Fleet Air Arm voor het verdedigen van de British Eastern Vleet, die in de nabijgelegen Kilindini haven lag.
In 1979 werd de luchthaven uitgebreid tot een internationale luchthaven.
Van juli tot september 1994 werd de luchthaven gebruikt voor het tanken van vliegtuigen voor de Operate Support Hope in Rwanda. Lege C-141 en C-5 vliegtuigen, die terugkeerden naar Europa maakten een tussenstop op Mombassa om te tanken. Dit stopte doordat de startbaan van de luchthaven in oktober '94 werd verlengd.

## Luchtvaartmaatschappijen en bestemmingen
- African Express Airways - Aden, Al-Mukalla, Dubai, Nairobi
- Airkenya Express - Nairobi-Wilson
- ArkeFly - Amsterdam
- Condor - Frankfurt
- East African Safari Air - Nairobi
- Edelweiss Air - Zürich
- Ethiopian Airlines - Addis Abeba
- Fly540 - Nairobi, Zanzibar
- Jetairfly - Brussel, Zanzibar
- JetLink Express - Nairobi
- Kenya Airways - Nairobi
- Meridiana - Bologna, Milaan-Malpensa, Rome-Fiumicino
- Mombasa Air Safari - Masai Mara, Amboseli, Samburu, Lamu
- Neos - Bologna, Milaan-Malpensa, Rome Fiumicino
- Precision Air - Dar es Salaam, Zanzibar
- RwandAir - Dubai, Kigali
- Thomson Airways - London-Gatwick; Manchester (seizoensgebonden)
- Travel Service - Katowice-Pyrzowice
- Turkish Airlines - Istanboel Ataturk
- Uganda Airlines - Entebbe